# ترميم المخطوطات

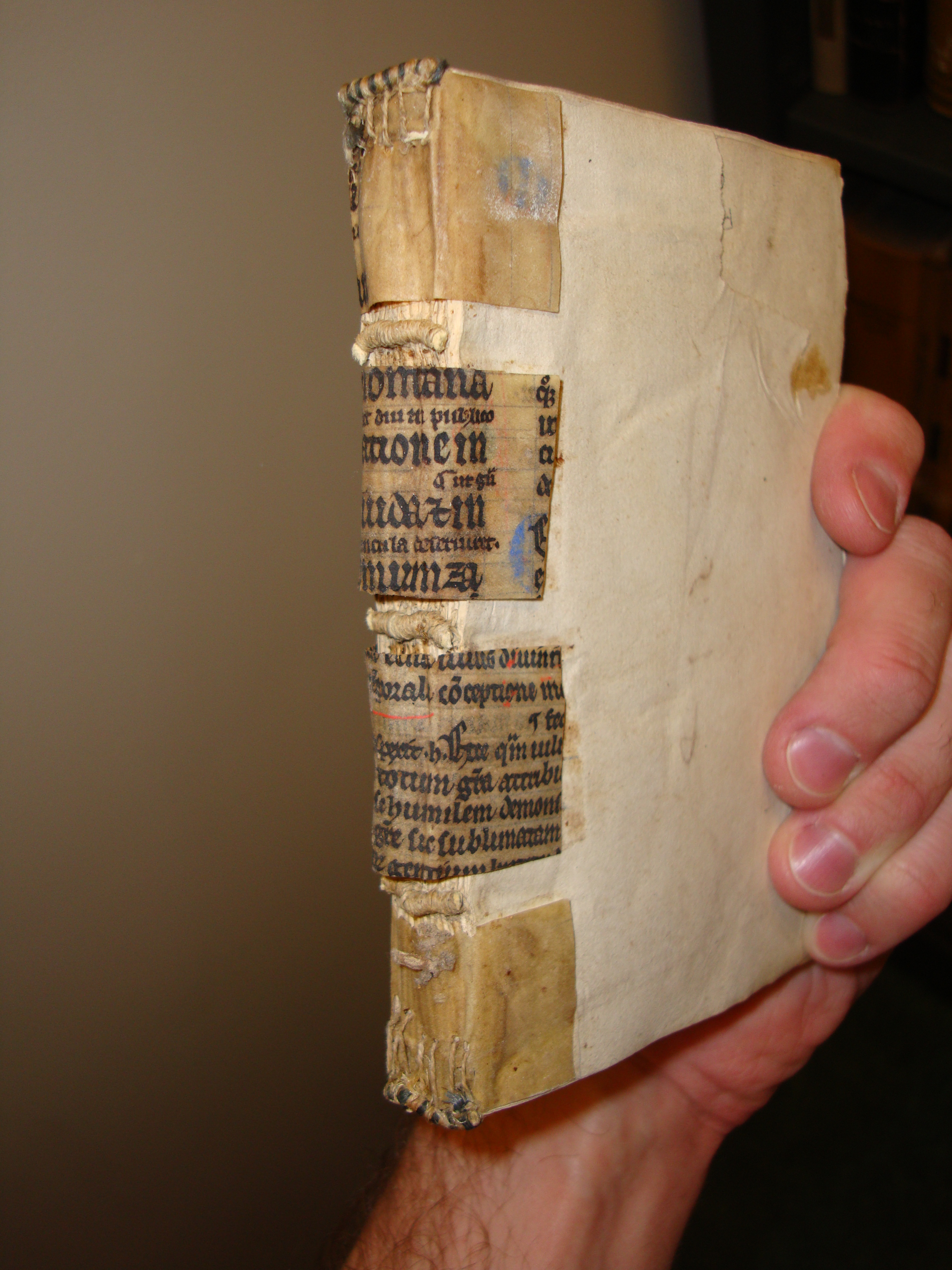

هي عملية استعادة المخطوطات التي تضررت بفعل عوامل الإتلاف التي مست المخطوطات في أحد الجوانب الرئيسة مثل الورق أو الكعب أو الغلاف. وقد يكون الترميم كليا إذا تضررت المخطوطة في كافة أجزائها، أو جزئيا إذا اقتصر الضرر على جوانب دون أخرى. وينطوي الترميم على عمليات التعقيم والتعويض والتدعيم، وتأتي عملية الحفظ  كآخر عملية تخضع لها المخطوطات للإبقاء أحيانا على المستوى  الذي بلغه تضرر المخطوطات (وضوح الحبر، جودة الخيوط، مرونة الورق والجلد) أو حفظها من التدهور التدريجي الذي يمكن أن يضر  بمجمل المخطوطة بعد ترميمها.